# Lars Ernestam
Lars Erik Ernestam, född 10 juni 1933 i Asker, Örebro län, är en svensk tjänsteman och politiker (folkpartist). 
Lars Ernestam, som är son till en köpman, tog socionomexamen 1959 och var därefter tjänsteman i Noraskogs kommun 1959-1962, Lekebergs kommun 1962-1970 och Örebro kommun 1971-1983, åren 1976-1983 som kulturchef. Han var ordförande i Folkpartiets länsförbund i Örebro 1980-1989 och i KFUM i Örebro från 1988. 
Han var riksdagsledamot 1982-1991 för Örebro läns valkrets. I riksdagen var han bland annat ledamot i jordbruksutskottet 1985-1990 och kulturutskottet 1990-1991. Han var också ordförande i riksdagens kristna grupp 1988-1991. Som riksdagsledamot var han särskilt aktiv i miljöpolitik och skattefrågor.